# Svetlana Savitskaja
Svetlana Jevgenjevna Savitskaja (ryska: Светла́на Евге́ньевна Сави́цкая), född 8 augusti 1948 i Moskva, blev den andra kvinnan i rymden i augusti 1982. Hon blev även den första kvinnan att genomföra en andra rymdfärd samt att genomföra en rymdpromenad.

## Privatliv och karriär
Savitskaja växte upp i en privilegierad familj. Hennes pappa, Jevgenij Savitskij, var en dekorerad stridspilot under Andra världskriget. Sedermera blev han biträdande chef för de sovjetiska luftförsvarsstyrkorna. Savitskajas mamma var en av ledarna inom det kommunistiska partiet i Moskva.
Utan föräldrarnas vetskap började Savitskaja att hoppa fallskärm vid 16 års ålder. Pappan upptäckte dotterns okända hobby när han hittade en fallskärmskniv i hennes skolväska. Han uppmuntrade henne sedan att fortsätta, och vid 17 års ålder hade hon redan gjort 450 fallskärmshopp.  
Savitskaja utbildade sig till pilot och flyginstruktör och arbetade bland annat som testpilot för flygplanstillverkaren Jakovlev. Under sin karriär blev hon den första kvinnan att nå 2 683 km/h i ett MiG-25-plan.
1979 ansökte Savitskaja om att bli kosmonaut, och 1980 blev hon antagen till en ny grupp med kvinnliga kosmonauter. Av de nio kvinnor som antogs var Savitskaja den enda som var testpilot.

## Utmärkelser
Asteroiden 4118 Sveta är uppkallad efter henne.

### Första rymdfärden
I december 1981 förberedde sig Savitskaja för sin första rymdfärd, en flygning till rymdstationen Saljut 7 där hon deltog som forskningskosmonaut. Syftet med flygningen var att visa att Sovjetunionen var överlägsna USA genom att flyga en till kvinna till rymden (efter Valentina Teresjkova som var första kvinna i rymden) och byta ut den Sojuz T-5-farkost som besättningen på stationen skulle resa hem i, till en ny farkost.
Sojuz T-7 sköts upp den 19 augusti 1982 och därmed blev Savitskaja den andra kvinnan i rymden. De återvände till jorden i Sojuz T-5-farkosten och landade den 27 augusti efter en nästan 8 dagar lång rymdfärd.

### Andra rymdfärden
Den 17 juli 1984 sköts Sojuz T-12 upp med bland annat Savitskaja i besättningen. Uppdraget denna gång var att leverera verktyg till Saljut 7 så att besättningen på rymdstationen skulle kunna reparera en skadad bränsleledning. Under detta uppdrag blev Savitskaja den första kvinnan som genomförde en rymdpromenad under vilken hon skar och svetsade metall tillsammans med kollegan Vladimir Dzhanibekov.
Reparationen av bränsleledningen lyckades, och uppdraget varade i nästan 12 dagar innan Savitskaja åter landade på jorden.

## Rymdfärder
- Sojuz T-7, Sojuz T-5
- Sojuz T-12